# Juan García Iranzo
Juan García Iranzo (Muniesa, 20 de septiembre de 1918-Barcelona, 3 de febrero de 1998) fue un historietista de la época clásica del tebeo español, creador de la célebre serie El Cachorro, entre otras muchas. A veces firmaba como Iribarren.

## Biografía

### Infancia y juventud
A la muerte de su padre, en 1928, se trasladó a Barcelona, donde cursó estudios de Bellas Artes hasta la Guerra Civil.
Tras la contienda, inició su carrera profesional en el campo de la animación, trabajando tanto para Dibsono Films como para Dibujos Animados Chamartín. Entre 1942 y 1944 participó en la creación de los cortometrajes Garabato y Civilón, junto a otros futuros autores clave de la historieta de la época, como Escobar, Cifré y Conti.

### Madurez
En 1944 comenzó a trabajar en la historieta, creando dos series para la revista Leyendas Infantiles, de Hispano Americana de Ediciones: el western Dick Norton, el héroe del Far West y la humorística Antonio Barbas Heredia. Por esa misma época colabora habitualmente en la revista Chicos, para la que escribe y dibuja varias series de aventuras, como La ciudad del gong (1944), El pirata desconocido (1945) y La cruz de fuego (1945), que firma con el segundo apellido de su madre, como J. Iribarren. 
En la primera mitad de los años cuarenta varias editoriales de historieta comenzaron a explotar el formato de cuadernos de aventuras apaisados, de origen italiano, consagrados a un solo personaje. En este formato, Iranzo crea para la Editorial Toray la serie El capitán Coraje (1944), de la que se publicaron 43 números y tres almanaques. En 1947 acepta la propuesta de Editorial Bruguera para incorporarse al equipo de colaboradores del semanario humorístico Pulgarcito, al que aporta las historietas cómicas de La familia Pepe, aunque colabora también con otras revistas de humor, como Chispa y Garabatos.
Desde 1949 continúa alternando las historietas humorísticas con otras de acción, entre las que destaca El Cachorro (Bruguera, 1951).

### Últimos años
Tras autoeditarse en 1960 su último cuaderno de aventuras, Kosman, Iranzo continuó su abundante producción historietística, recuperando al personaje de Dick Norton en 1975 y realizando colaboraciones humorísticas para la revista Tele-Radio. 
A finales de los años 1980 dibujó en la revista Makoki la parodia Don Cipote de la Mancha. Poco antes de su muerte estaba volviendo a trabajar en uno de sus clásicos, La familia Pepe.

## Estilo e influencias
El Cachorro fue la temprana inspiración de autores españoles posteriores, como Carlos Giménez, de tal forma que éste todavía manifestaría en sus obras maduras una concreción, un sentido de la finitud en el dibujo, y cierto maniqueísmo en lo argumental heredados del autor aragonés.

## Obra
| Años  | Título                                                   | Guionista        | Tipo                      | Publicación                                                               |
| ----- | -------------------------------------------------------- | ---------------- | ------------------------- | ------------------------------------------------------------------------- |
| 1942  | Una gran hazaña                                          |                  | Serial                    | Hispano Americana: Las Grandes Aventuras, núm. 15                         |
| 1943  | La Torre del Diablo                                      | Canellas Casals  | Serial                    | Hispano Americana: Los Álbumes Preferidos por la Juventud, núm. 70        |
| 1943  | La ciudad del desierto                                   |                  | Historieta autoconclusiva | Bruguera: Aventuras y Viajes núms. 4                                      |
| 1943  | La catarata de la muerte                                 |                  | Historieta autoconclusiva | Bruguera: Aventuras y Viajes núms. 5                                      |
| 1943  | Huracán y Polvorilla                                     | Ayné Arnau       | Serial                    | Bruguera: Aventuras y Viajes núms. 8, 9, 20                               |
| 1944  | Dick Norton, el Héroe del Far West                       | Iranzo           | Serie                     | Leyendas Infantiles                                                       |
| 1944  | Antonio Barbas Heredia                                   |                  | Serie                     | Leyendas Infantiles, Chispa, Trampolín                                    |
| 1944  | Antonio Barbas                                           | Iranzo           | Serial                    | Hispano Americana                                                         |
| 1944  | La ciudad del Gong                                       |                  | Serie                     | Chicos                                                                    |
| 1945  | El Pirata Desconocido                                    |                  | Serie                     | Chicos                                                                    |
| 1945  | La Cruz de Fuego                                         | Canellas Cassals | Serie                     | Chicos                                                                    |
| 1946  | Rafaé, el Pollo                                          |                  | Serie                     | Aventurero                                                                |
| 1946  | El eco de las Tres Montañas                              | Canellas Cassals | Serie                     | Chicos                                                                    |
| 1946  | Fuera de la ley                                          | Canellas Cassals | Serie                     | Chicos                                                                    |
| 1946  | El Capitán Coraje núm. 2-43                              | Iranzo           | Serial                    | Toray                                                                     |
| 1946  | Aventuras de Pepito Rayo Aventuras de Pepito Rayo y Nina | Iranzo           | Serial                    | Toray                                                                     |
| 1947  | La familia Pepe                                          |                  | Serie                     | Pulgarcito                                                                |
| 1947  | Espadito                                                 |                  | Serie                     | Almanaques de El Capitán Coraje                                           |
| 1948  | Antropófago vegetariano                                  |                  | Serie                     | KKO                                                                       |
| 1948  | La familia Pepe                                          |                  | Monografía                | Bruguera: Vacaciones todo el año                                          |
| 1949  | Rafaé Bolavá, too lo que dise e verdá                    |                  | Serie                     | Chispa                                                                    |
| 1949  | La Familia Castaña                                       |                  | Serie                     | Chispa                                                                    |
| 1949  | Rayo Kit                                                 | Iranzo           | Serial                    | Toray                                                                     |
| 1949  | La familia Pepe                                          |                  | Monografías               | Bruguera: Magos del Lápiz                                                 |
| 1950  | Pancho Colate                                            | Iranzo           | Serial                    | Ameller                                                                   |
| 1950  | Selección de Aventuras núm. 1-4                          |                  | Serial                    | Toray                                                                     |
| 1950  | La familia Pepe: aventura en África                      |                  | Monografía                | Bruguera: Magos de la Risa, núm. 8                                        |
| 1950  | Tarzanote de los Micos                                   |                  | Monografía                | Hispano Americana: Humor de Bolsillo, núm. 5                              |
| 1951  | Perico y Frescales, los dos iguales                      |                  | Serie                     | Trampolín                                                                 |
| 1951  | Pancho Colate                                            |                  | Serie                     | Trampolín                                                                 |
| 1951  | Violina y Linda                                          |                  | Serie                     | Lupita                                                                    |
| 1951  | El Capitán Veneno                                        |                  | Serie                     | Trampolín                                                                 |
| 1951  | El Cachorro                                              | Iranzo           | Serial                    | Bruguera: Dan                                                             |
| 1950  | La familia Pepe: Cazando fantasmas                       |                  | Monografía                | Bruguera: Magos de la Risa, núm. 18                                       |
| 1950  | La familia Pepe: Tarde de toros                          |                  | Monografía                | Bruguera: Magos de la Risa, núm. 26                                       |
| 1951  | Rafaé Bolavá / Antonio Barbas                            |                  | Monografía                | Toray: Chispa                                                             |
| 1952? | Listón y Tarugo                                          |                  | Serie                     | Trampolín                                                                 |
| 1954  | Don Generoso                                             |                  | Serie                     | Pulgarcito                                                                |
| 1959  | Violeto García                                           |                  | Serie                     | Suplemento de Historietas de El DDT                                       |
| 1959  | Herencia accidentada                                     | Iranzo           | Serial                    | Autoedición                                                               |
| 1960  | Dick Relámpago, el Rey de la Pradera                     | Iranzo           | Serial                    | Toray                                                                     |
| 1960  | Kosman, el Hombre de los Espacios                        | Iranzo           | Serial                    | Autoedición                                                               |
| 1964  | La Ratita Casilda                                        |                  | Serie                     | Tele-Radio                                                                |
| 1969  | El Burrito Lucero                                        |                  | Serie                     | Tele-Radio                                                                |
| 1975  | Dick Norton, el Héroe del Far West                       | Iranzo           | Serial                    | Club Amigos de la Historieta: Autores Españoles                           |
| 1982  | Fuera de Ley                                             |                  | Monografía                | Ibercomic: Tebeos de entonces                                             |
| 1982  | El Pirata Desconocido / La Ciudad del Gong               |                  | Monografía                | Ibercomic: Tebeos de entonces                                             |
| 1982  | La Cruz de Fuego / El Eco de las Tres Montañas           |                  | Monografía                | Ibercomic: Tebeos de entonces                                             |
| 1985  | Antonio Barbas                                           |                  | Monografía                | Círculo del Cómic y del Coleccionismo / Revival Comics: Autores Españoles |
| 1985  | La verdadera historia de Almuñecar                       |                  | Monografía                | Autoedición                                                               |
| 1989  | Don Cipote de la Manga                                   | Iranzo           | Serie                     | Makoki                                                                    |